# Хамраев, Шавкат Рахимович
Шавкат Рахимович Хамраев (узб. Shavkat Rahimovich Hamraev; род. 13 августа 1964 года, Бухара, Узбекская ССР, СССР) — узбекский государственный деятель и ирригатор. Министр водного хозяйства Узбекистана (с 12 февраля 2018). Заслуженный ирригатор Каракалпакстана (2016). Заслуженный ирригатор Узбекистана (2017).

## Биография
Родился 13 августа 1964 года в Бухаре. В 1986 году окончил Ташкентский институт ирригации и мелиорации сельского хозяйства (ныне Ташкентский институт инженеров ирригации и механизации сельского хозяйства), в 2001 году — Академию государственного и социального строительства при Президенте Республики Узбекистан.
Трудовую деятельность начал в 1986 году старшим инженером-гидротехником, а затем главным инженером управления водных ресурсов Караулбазарского района Бухарской области. С 1994 по 1997 год работал заместителем начальника руководителей водного хозяйства Бухарской области.
С 1997 по 2001 год работал первым заместителем хокима Вабкентского района Бухарской области. В 2001 году назначен заместителем начальника управления сельского и водного хозяйства Бухарской области, а также начальником службы регулирования водных ресурсов. В 2003 году назначен первым заместителем начальника Аму-Бухарского бассейнового управления ирригационных систем.
В 2005 году Шавкат Хамраев назначен заместителем министра сельского и водного хозяйства Узбекистана — начальник Главного управления водных ресурсов и занимал этот пост до 2017 года. 12 февраля 2018 года указом президента Узбекистана Шавката Мирзиёева назначен министром водного хозяйства Узбекистана.
6 сентября 2019 года на острове Бали (Индонезия) на 70-м заседании Международного исполнительного совета Международной комиссии по ирригации и дренажу (МКИД) министр водного хозяйства Узбекистана Шавкат Хамраев был единогласно избран вице-президентом МКИД на 2019—2022 годы.

## Награды
- Орден «Дустлик» (2011 год)
- Орден «Шараф» I степени (2018 год, Таджикистан)[3]
- Заслуженный ирригатор Каракалпакстана (2016 год)
- Заслуженный ирригатор Узбекистана (2017 год)